# Ragheno
Société Anonyme des Usines Ragheno was een Mechelse fabriek die spoorwegmaterieel voor treinen en trams produceerde. De fabriek werd in 1851 opgericht door Willem Ragheno. Vanaf de jaren 90 van de twintigste eeuw werd de Raghenosite herontwikkeld als woon- en werkzone.

## Geschiedenis
In de 19e eeuw groeide de spoorindustrie sterk in België. Om deze reden besloot het bedrijf van de Belgische Staatsspoorwegen een aantal opdrachten uit te besteden aan privé-ondernemingen. Om en rond de Centrale Werkplaatsen in Mechelen (in de volksmond 'het Arsenaal') werden verschillende privé-initiatieven opgestart. In 1850 richtte de Brusselaar Willem Ragheno (1820-1867) een eerste fabriek op. De fabriek bestond uit een smederij en men produceerde rijtuigen voor de Belgische spoorwegen. De vader van William Ragheno, Pierre Ragheno, was mechanisch ingenieur voor de Belgische Staatsspoorwegen. Het bedrijf groeide verder uit en leverde na verloop van tijd volledig afgewerkte rijtuigen en speciaal ontworpen wagons af aan de Belgische Spoorwegen. De tweede helft van de 19e eeuw draaiden de fabrieken rond het Arsenaal op volle toeren. Kort na de eeuwwisseling begonnen de bestellingen voor de Belgische markt terug te vallen. Om deze reden werd het bedrijf op 17 juni 1899 omgezet in de S.A. Usines Ragheno. Deze had als doel de ontwikkeling van productie voor de buitenlandse markt. Ragheno bouwde voor onder meer de Nederlandse en de Chinese markt spoorrijtuigen. Deze onderneming bleef actief tot 1975. Tussen 1919 en 1925 werden er ook locomotieven gemaakt. Van 1954 tot einde 1976 werden er in het bedrijf in onderaanneming ook personenwagens van het merk Peugeot gemonteerd.
In 1872 werd een plein in Mechelen naar Ragheno genoemd, het voormalige Hanswijckplein.

## Materieel geproduceerd door Ragheno
- Trammotorwagens voor de trambedrijven van Tours, Montpellier, Oran en Biarritz
- 7 locomotieven voor de Société Anonyme du Chemin de Fer International de Malines à Terneuzen type 32 EB (0-3-0)
- 15 tenderlocomotieven voor de NMBS type 23 (0-4-0T) in 1926
- GCI-rijtuigen voor de État belge rond 1900.
- Serie 46 (NMBS): 20 motorrijtuigen type 554 vanaf 1952
- I2-rijtuigen voor de NMBS vanaf 1950

## Galerij

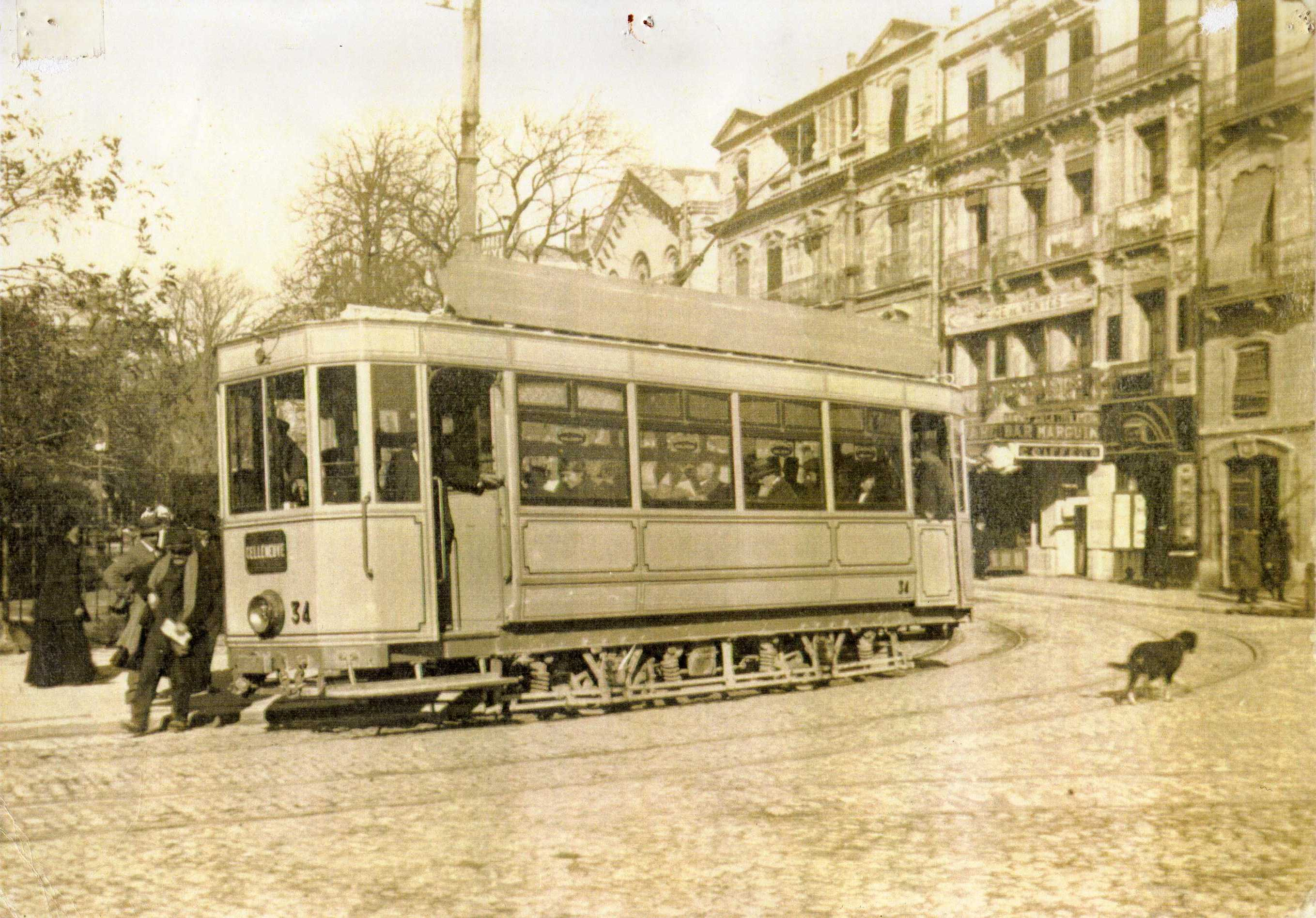
Trammotorwagen van Ragheno in Montpellier
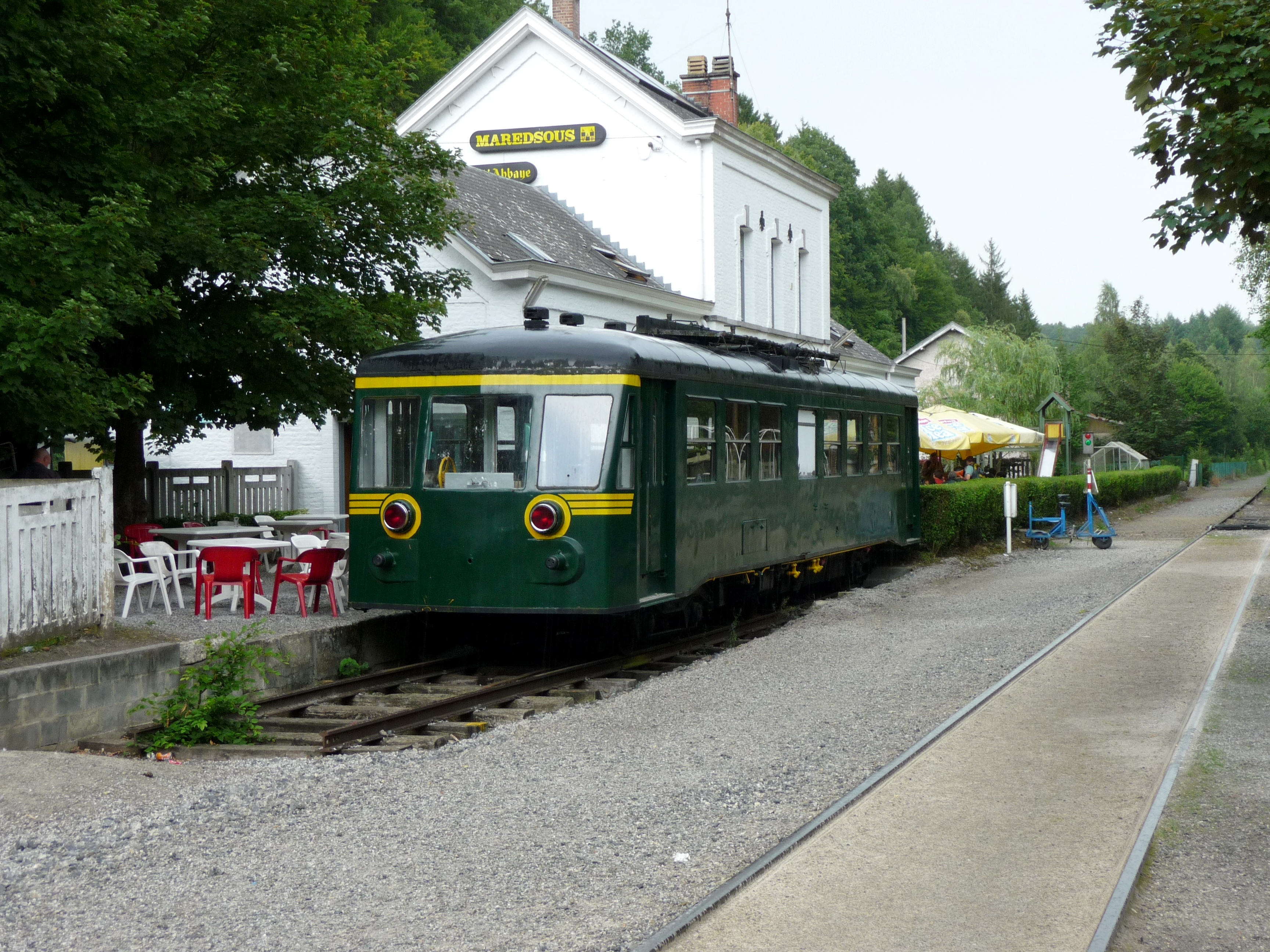
NMBS MW46-motorrijtuig 4614 geproduceerd door Ragheno